# Liu Daqun
Liu Daqun (Shandong, 20 september 1950) is een Chinees jurist en diplomaat. Hij maakte zijn carrière als jurist bij het Ministerie van Buitenlandse Zaken, vertegenwoordigde zijn land bij internationale conferenties en was ambassadeur in Jamaica. Sinds 1994 is hij hoogleraar internationaal recht en van 2000 tot 2012 was hij rechter van het Joegoslavië-tribunaal.

## Levensloop
Liu studeerde vanaf 1973 Engels aan het Vreemde Taleninstituut in Peking en sloot deze studie in 1977 af met een bachelorgraad. Vervolgens studeerde hij een jaar aan het college van het Ministerie van Buitenlandse Zaken dat hij in 1978 afsloot met een certificaat in internationaal recht. Later, van 1985 tot 1986, studeerde hij aan de Tuftsuniversiteit nabij Boston en slaagde hier voor zijn mastergraad in internationaal recht en internationale betrekkingen.
Vanaf 1978 werkte Liu voor het Ministerie van Buitenlandse Zaken, waaronder de eerste vier jaar op de Chinese ambassade in IJsland. In 1984 werd hij onderdirecteur binnen de afdeling voor verdragen en rechten, met van 1984 tot 1988 en van 1991 tot 1993 de directie over de sectie voor internationaal privaatrecht en van 1988 tot 1991 over de sectie van zeerechten. Van 1993 tot 1999 was hij vervolgens plaatsvervangend directeur-generaal van de afdeling. Van 1999 tot 2000 was hij ambassadeur in Jamaica en permanent vertegenwoordiger bij de Internationale Zeebodemautoriteit aldaar.
Naast zijn carrière voor het ministerie was hij sinds 1994 hoogleraar internationaal recht aan de Universiteit voor Rechten en Politieke Wetenschappen van China. Verder was hij gastdocent op verschillende instituten op het gebied van internationaal milieurecht, internationaal humanitair recht, zeerechten en aangaande de stichting van het Internationale Strafhof. Hij schreef tientallen artikelen en was coauteur van enkele boeken. Verder vertegenwoordigde hij zijn land tijdens verschillende internationale conferenties.
In 2000 volgde hij zijn landgenoot Wang Tieya op als rechter van het Joegoslavië-tribunaal in Den Haag. Later werd hij ook rechter van de gezamenlijke beroepskamer van het tribunaal met het Rwanda-tribunaal en was hij betrokken bij een groot aantal beroepszaken, waaronder die van Ramush Haradinaj, Naser Orić, Duško Tadić, Radovan Karadžić, Rasim Delić en Florence Hartmann. Sinds de start in juli 2013 is hij ook rechter van het Internationale Residumechanisme voor Straftribunalen.